# El perdedor (canción de Aventura)
«El perdedor» es el tercer sencillo del grupo de bachata Aventura de su álbum en vivo K.O.B. Live (2006). Existe un remix con el artista urbano Ken-Y 
La canción recibió gran reconocimiento en muchos países hispano hablantes y alcanzó el número uno en el Billboard. La canción habla de Joe.

## Video musical
El video musical de «El Perdedor» es acerca de un hombre quien perdió a su mujer por culpa del trabajo y cuando se da cuenta ya es demasiado tarde y ya está con otro hombre.

## Posiciones en listas
| Lista (2008)                          | Posición más alta |
| ------------------------------------- | ----------------- |
| U.S. Billboard Hot Latin Tracks       | 5                 |
| U.S Billboard Latin Pop Airplay       | 7                 |
| U.S. Billboard Latin Tropical Airplay | 1                 |

### Sucesión y posicionamiento
| Predecesor: Amor desesperado de Frank Reyes | U.S. Billboard Latin Tropical Airplay — Sencillo N°. 1 26 de julio de 2008 - 8 de agosto de 2008 | Sucesor: Amor desesperado de Frank Reyes |

## Premios
La canción fue galardonada "Canción Tropical del Año" para un dúo o grupo y "Latin Rhythm Airplay Song Of The Year" en los Premios Billboard de la Música Latina de 2009. También ganaron "Canción Tropical del Año" en Premio Lo Nuestro 2009.